# B in the Mix: The Remixes
B in the Mix: The Remixes es el primer álbum de remezclas de la cantante estadounidense Britney Spears, el cual fue lanzado por el sello Jive Records el 22 de noviembre de 2005 en Estados Unidos y en fechas cercanas a esta alrededor del mundo.
B in the Mix: The Remixes reúne remixes de algunas canciones de los cuatro primeros álbumes de estudio de Britney Spears: ...Baby One More Time, Oops!... I Did It Again, Britney y, especialmente, In the Zone. Dentro de estas se incluye a dos canciones de éxito masivo a nivel mundial: «...Baby One More Time» y «Toxic», y, paralelamente, a una canción hasta entonces inédita: «And Then We Kiss».
Aunque su lanzamiento fue muy poco promocionado, B in the Mix: The Remixes se convirtió en el décimo álbum de música electrónica más vendido en el año 2006 en los Estados Unidos. Pese a ello, sus ventas en el país norteamericano no fueron suficientes para ser certificadas por la RIAA. B in the Mix: The Remixes vendió más de 138 mil copias en Estados Unidos.

## Antecedentes
El martes 8 de noviembre de 2005, medios de comunicación como MTV dieron a conocer que en dos semanas más desde entonces, sería lanzado B in the Mix: The Remixes, el primer álbum de remixes de Britney Spears. No obstante, el lanzamiento de este no fue informado a través de un comunicado de prensa de Jive Records, el que representa al conducto regular que informa sobre todos los lanzamientos de la cantante, y no contó ni con la publicidad, ni con las campañas que acompañaron a todos los álbumes anteriores de Britney Spears. Este álbum logró vender alrededor de 1 millón de copias a nivel mundial.
La única promoción que recibió el álbum de remixes, puede resumirse en:
Un EP promocional titulado: "Key Cuts from Remixed", con cinco de los mejores remixes del álbum, que se filtró más de dos semanas antes del lanzamiento de este. Además de un concurso que fue lanzado en la página oficial de Spears para preordenar el pago del álbum. El ganador recibiría una copia de Britney & Kevin: Chaotic, una frasco de uno de los perfumes de Britney: "Fantasy", con una loción adicional y un kit de maquillaje, y una fotografía autografiada suya.
El 22 de noviembre de 2005 se celebró una fiesta promocional y privada en uno de los clubes de Los Ángeles, California, organizada por la dirección de Spears y el webmaster del fansite WorldOfBritney.com. Fue un evento limitado a 500 personas, incluyendo a los miembros del club de fanes oficial de Spears.

## Recepción crítica
Kurt Kirton del sitio web About.com destacó a los remixes de «Everytime» y «Don't Let Me Be the Last to Know», sostuvo que el álbum habría sido mejor si hubiera abarcado a más pistas y señaló «esta es una versión decente que debería agradar a cualquier fan de Britney y a la mayoría de los fanáticos de la música de discoteca». Por otro lado, Barry Walters de la revista Rolling Stone sostuvo que es «más redundante» que Greatest Hits: My Prerogative, pero agregó que, con la excepción de «Toxic», «casi todas las pistas originales son superadas» en él. A su vez, Stephen Thomas Erlewine de Allmusic comentó que B in the Mix: The Remixes «no borra exactamente la impresión de que Spears no está en sintonía con su carrera musical», considerando que su entonces último álbum de estudio había sido lanzado en el año 2003. También afirmó que en canciones como «Toxic», «sus defectos se destacan un poco demasiado [...] los ganchos instrumentales han sido eliminados de la grabación, dejándola expuesta a algo que realmente no puede hacer [...] En general este disco suena y se siente como lo que realmente es: un producto».

## Desempeño comercial
En Estados Unidos B in the Mix: The Remixes debutó y marcó su punto más alto la semana del 10 de diciembre de 2005, en la posición N.º 134 de la Billboard 200, el principal ranking semanal de ventas de álbumes del país. Ello se debió a que, en su primera semana en el mismo, solo vendió apenas 14 mil copias, de acuerdo al sistema de información Nielsen SoundScan.
Con dichas ventas, B in the Mix: The Remixes debutó y marcó su punto más alto, paralelamente, en la posición N.º 4 del Dance/Electronic Albums de la revista Billboard, el que clasifica, de manera semanal, a los veinte álbumes bailables y electrónicos más vendidos en Estados Unidos. En este, B in the Mix: The Remixes debutó detrás de tres álbumes de estudio que habían sido lanzados ese mismo año en el país y que habían sido ampliamente elogiados por la crítica. Ellos fueron: Confessions on a Dance Floor de Madonna, el que solo la semana anterior había debutado como un éxito N.º 1 en la Billboard 200, y Demon Days de Gorillaz y Playing the Angel de Depeche Mode. Con ello, Britney Spears registró su primer y, hasta ahora, único ingreso al ranking Dance/Electronic Albums de Billboard, donde B in the Mix: The Remixes permaneció durante un período de 21 semanas, con 12 de ellas en su top 10.
Por su parte, en la Billboard 200 este solo permaneció durante 2 semanas. Ello, en condiciones muy distantes de las que había conseguido su antecesor: Greatest Hits: My Prerogative. Todo, considerando que, en el año 2004, este último debutó en la posición N.º 4 de la Billboard 200, con considerables ventas de 255 mil copias en su primera semana en el país. Hasta principios de 2019, B in the Mix: The Remixes vendió 138 mil copias en Estados Unidos.

## Listado de canciones
- Edición estándar

| B in the Mix: The Remixes |                                                                 |          |  |
| N.º                       | Título                                                          | Duración |  |
| 1.                        | «Toxic» (Peter Rauhofer Reconstruction Mix/Edit)                | 06:46    |  |
| 2.                        | «Me Against the Music» (Justice Extended Mix Featuring Madonna) | 04:01    |  |
| 3.                        | «Touch of My Hand» (Bill Hamel Club Mix)                        | 05:19    |  |
| 4.                        | «Breathe on Me» (Jaques LuCont's Thin White Duke Mix)           | 03:55    |  |
| 5.                        | «I'm a Slave 4 U» (Dave Audé Slave Driver Mix)                  | 05:51    |  |
| 6.                        | «And Then We Kiss» (Junkie XL Remix)                            | 04:27    |  |
| 7.                        | «Everytime» (Valentin Remix)                                    | 03:24    |  |
| 8.                        | «Early Mornin'» (Jason Nevins Remix)                            | 03:38    |  |
| 9.                        | «Someday (I Will Understand)» (Hi-Bias Signature Radio Remix)   | 03:46    |  |
| 10.                       | «...Baby One More Time» (Davidson Ospina 2005 Remix)            | 04:37    |  |
| 11.                       | «Don't Let Me Be the Last to Know» (Hex Hector Club Mix/Edit)   | 08:15    |  |
| 53:59                     |                                                                 |          |  |

- Ediciones con bonus tracks

| B in the Mix: The Remixes |                                                               |          |  |
| N.º                       | Título                                                        | Duración |  |
| 1.                        | «Toxic» (Peter Rauhofer Reconstruction Mix/Edit)              | 06:45    |  |
| 2.                        | «Me Against the Music» (Justice Remix Featuring Madonna)      | 04:01    |  |
| 3.                        | «Touch of My Hand» (Bill Hamel Remix)                         | 05:19    |  |
| 4.                        | «Breathe on Me» (Jacques Lu Cont's Thin White Duke Mix)       | 03:56    |  |
| 5.                        | «I'm a Slave 4 U» (Dave Audé Slave Driver Mix)                | 05:50    |  |
| 6.                        | «And Then We Kiss» (Junkie XL Remix)                          | 04:27    |  |
| 7.                        | «Everytime» (Valentin Remix)                                  | 03:24    |  |
| 8.                        | «Early Mornin'» (Jason Nevins Remix)                          | 03:38    |  |
| 9.                        | «Someday (I Will Understand)» (Hi-Bias Signature Radio Remix) | 03:46    |  |
| 10.                       | «...Baby One More Time» (Davidson Ospina 2005 Mix)            | 04:37    |  |
| 11.                       | «Don't Let Me Be the Last to Know» (Hex Hector Club Mix/Edit) | 08:17    |  |
| 12.                       | «Stronger» (Mac Quayle Mixshow/Edit)                          | 04:48    |  |
| 13.                       | «I'm Not a Girl, Not Yet a Woman» (Metro Mix)                 | 05:26    |  |
| 14.                       | «Someday (I Will Understand)» (Gota Remix Featuring MCU)      | 04:42    |  |
| 65:40                     |                                                               |          |  |

| B in the Mix: The Remixes (iTunes versión) |                                                               |          |  |
| N.º                                        | Título                                                        | Duración |  |
| 1.                                         | «Toxic» (Peter Rauhofer Reconstruction Mix/Edit)              | 06:46    |  |
| 2.                                         | «Me Against the Music» (Justice Remix Featuring Madonna)      | 04:01    |  |
| 3.                                         | «Touch of My Hand» (Bill Hamel Remix)                         | 05:19    |  |
| 4.                                         | «Breathe on Me» (Jacques Lu Cont's Thin White Duke Mix)       | 03:55    |  |
| 5.                                         | «I'm a Slave 4 U» (Dave Audé Slave Driver Mix)                | 05:51    |  |
| 6.                                         | «And Then We Kiss» (Junkie XL Remix)                          | 04:27    |  |
| 7.                                         | «Everytime» (Valentin Remix)                                  | 03:24    |  |
| 8.                                         | «Early Mornin'» (Jason Nevins Remix)                          | 03:38    |  |
| 9.                                         | «Someday (I Will Understand)» (Hi-Bias Signature Radio Remix) | 03:46    |  |
| 10.                                        | «...Baby One More Time» (Davidson Ospina 2005 Remix)          | 04:37    |  |
| 11.                                        | «Don't Let Me Be the Last to Know» (Hex Hector Club Mix/Edit) | 08:15    |  |
| 12.                                        | «Toxic» (Peter Rauhofer Reconstruction Mix Radio Edit)        | 04:29    |  |
| 13.                                        | «Touch of My Hand» (Bill Hamel Dub)                           | 07:17    |  |
| 14.                                        | «I'm a Slave 4 U» (Dave Audé Slave Driver Extended Mix)       | 07:05    |  |
| 67:20                                      |                                                               |          |  |

## Posicionamiento en listas
| País              | Lista          | Primera semana | Posición de ingreso | Mejor posición | Semanas en la posición más alta | Semanas en la lista musical | Última semana |
| ----------------- | -------------- | -------------- | ------------------- | -------------- | ------------------------------- | --------------------------- | ------------- |
| América del Norte |                |                |                     |                |                                 |                             |               |
| Estados Unidos    | Billboard 200  | 10-12-2005     | 134                 | 134            | 1                               | 2                           | 17-12-2005    |
| Europa            |                |                |                     |                |                                 |                             |               |
| Bélgica (Valonia) | Top 100 Albums | 17-12-2005     | 99                  | 99             | 1                               | 1                           | 17-12-2005    |
| Italia            | Top 100 Albums | 22-11-2005     | 59                  | 59             | 1                               | 1                           | 22-11-2005    |
| Asia              |                |                |                     |                |                                 |                             |               |
| Japón             | Top 100 Albums | 30-11-2005     | 25                  | 25             | 1                               | 8                           | 18-01-2006    |